# Estación en la calzada romana (Friesenheim)
La estación en la calzada romana es un sitio arqueológico cerca de Friesenheim, en Baden-Wurtemberg, Alemania, con hallazgos y reconstrucciones de una estación romana al lado de la calzada romana de Basilea a Maguncia. Es un museo al aire libre.
|                                   |
| Fundamentos de edificios con pozo |

|                                                                    |
| Templete reconstruido con la estatua descubierta de la diosa Diana |

|                      |
| Calzada reconstruida |

|                        |
| Croquis de la estación |